# 日本駐南薩哈林斯克總領事館
日本国驻南萨哈林斯克总领事馆（在ユジノサハリンスク日本国総領事館），是日本国在俄罗斯库页岛萨哈林州南萨哈林斯克设置的总领事馆。

## 历史沿革
- 日俄戰爭後庫頁島南部被劃為日本領土，日本政府在当地建立桦太厅。第二次世界大戰後，日本战败，放棄对库页岛南部的主權，但至今认为南库页岛“主权未定”，在地图上将该地标记为无主地。
- 1997年11月，日本在南萨哈林斯克开设 驻萨哈林專員办公室（在サハリン駐在官事務所）[1]。
- 2001年1月29日，日本政府将驻萨哈林專員办公室升格为驻南萨哈林斯克总领事馆[2]。

## 运作

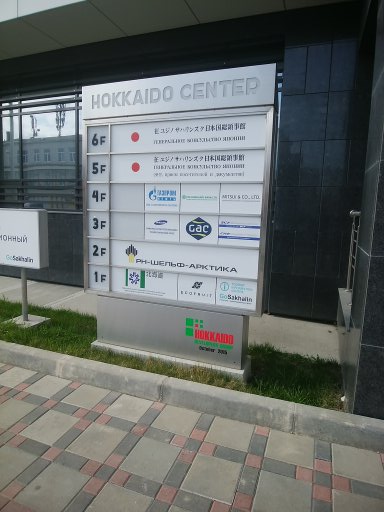
日本国驻南萨哈林斯克总领事馆所在大楼的楼层索引

日本国驻南萨哈林斯克总领事馆的職責是支援該國由68名日侨組成的規模較小的僑民社群，以及推動库页岛与日本兩地之間的文化交流、經貿往來、旅遊活動和學術交流。该总领事馆距离日本北海道稚内市的直线距离是200公里，是日本驻外机构中距离日本本土第四近的，仅次于距离对马岛50公里的日本驻釜山总领事馆，距离与那国岛150公里的日本台湾交流协会台北事务所及距离五岛列岛180公里的日本驻济州总领事馆。